# Reprezentacja Portugalii w piłce nożnej plażowej mężczyzn
Reprezentacja Portugalii w piłce nożnej plażowej – jeden z najbardziej utytułowanych zespołów beach-soccerowych na świecie. Dotychczas reprezentacja Portugalii raz zwyciężyła w Mistrzostwach Świata.

## Mistrzostwa Świata
- 1995 - nie uczestniczyła
- 1996 - nie uczestniczyła
- 1997 - faza grupowa
- 1998 - faza grupowa
- 1999 - 2 miejsce
- 2000 - ćwierćfinał
- 2001 - MISTRZOSTWO
- 2002 - 2 miejsce
- 2003 - 3 miejsce
- 2004 - 3 miejsce
- 2005 - 2 miejsce
- 2006 - 3 miejsce
- 2007 - 4 miejsce
- 2008 - 3 miejsce
- 2009 - 3 miejsce

## Mistrzostwa Europy
- 2008 - 2 miejsce
- 2009 - 4 miejsce
- 2011 - 2 miejsce

## Euro Beach Soccer League
- 1998 - 3 miejsce
- 1999 - 3 miejsce
- 2000 - 2 miejsce
- 2001 - 2 miejsce
- 2002 - MISTRZOSTWO
- 2003 - 3 miejsce
- 2004 - 2 miejsce
- 2005 - 2 miejsce
- 2006 - 2 miejsce
- 2007 - MISTRZOSTWO
- 2008 - MISTRZOSTWO
- 2009 - 2 miejsce
- 2010 - MISTRZOSTWO
- 2011 - 3 miejsce

## Skład reprezentacji
| Nr. | Pozycja   | Zawodnik     |
| --- | --------- | ------------ |
| 1   | Bramkarz  | David        |
| 2   | Napastnik | Rodriguez    |
| 3   | Obrońca   | Hernani      |
| 4   | Obrońca   | Alvaro       |
| 5   | Obrońca   | Ricardo Loja |
| 6   | Napastnik | Alan         |
| 7   | Napastnik | Madjer       |
| 8   | Obrońca   | Barinho      |
| 9   | Napastnik | Barraca      |
| 10  | Napastnik | Belchior     |
| 11  | Obrońca   | Birlo        |
| 12  | Bramkarz  | Bruno        |